# 奧西尼夫卡河
奧西尼夫卡河（烏克蘭語：Осинівка）是烏克蘭東部的河流，屬於奧斯科爾河的右支流。該河流經哈爾科夫州的庫皮揚斯克區，河道全長24公里，流域面積191平方公里。